# Међународни филмски фестивал у Карловим Варима
Међународни филмски фестивал у Карловим Варима јесте филмски фестивал који се одржава сваке године у јулу месецу у чешком граду Карлове Вари, смештеном у западном делу земље.

## Историја фестивала
Фестивал је основан 1946. године у тадашњој Чехословачкој. Одржавао се у Карловим Варима и у граду Маријанске Лазње. После неколико година је премештен трајно у Карлове Вари. На првом филмском фестивалу су приказани филмови из седам земаља Европе. 
После Другог светског рата 1948. године, фестивал је доживео периоде када није било емитовања филмова уопште. Тада је био под контролом од стране комуниста Совјетског режима. То је довело до мањег интересовања за учествовање на фестивалу као и до мањег броја публике. Исте године, фестивал је увео доделу Кристалног глобуса.
Године 1956, фестивал је проглашен за фестивал А класе од стране Међународног удружења филмских продуцената. Неколико година касније, под совјетским режимом фестивал је доживљавао своје падове. Тадашња власт је одлучила да им је потребан само један фестивал такве природе за који је одабран један филмски фестивал у Москви. Филмови у каснијим шездесетим и седамдесетим годинама нису привлачили много пажње међу гледаоцима и фестивал је доживео потпуни крах. Плишана револуција је допринела поновном "рађању" фестивала. Комунистичке партије су тада збачене са власти новембра 1989. године и следеће године су приказани филмови који су до тада били забрањивани у Чехословачкој. На премијерама тих филмова, присуствовали су Роберт Де Ниро, Анет Бенинг, Милош Форман и многи други.
Године 1992. фестивал је имао финансијске проблеме и то је била најгора криза кроз коју је прошао. Наредне године, 1993, уз помоћ Министарства културе Чешке, градског већа Карлових Вари и уз помоћ Гранд Хотела Пуп, овај културни догађај је доживео препород. Глумац Јири Бартошка је изабран за председника фестивала те исте године. Глумица Ева Заоралова је 1995. постала режисер програма фестивала.

## Програм фестивала
Награде у оквиру играног филма су:
- Најбољи режисер
- Најбоља глумица
- Најбољи глумац
- Специјална награда за жири
- Кристални глобус за најбољи филм

Награде на овом фестивалу се додељују такође и за документарне филмове. Награде се додељују за најбоље документарне филмове који трају мање од тридесет минута и за најбоље документарне филмове који трају више од тридесет минута.